# Nintendo Network
Nintendo Network (ニンテンドーネットワーク Nintendō Nettowāku?) era un servicio en línea de Nintendo que se volvió el sucesor de la Conexión Wi-Fi de Nintendo. Ofrecía jugabilidad en línea para los videojuegos compatibles de las consolas Nintendo 3DS y Wii U y manteniendo la compañía de modo gratuito. Inicialmente había dos tipos de servicio en línea para Wii U: Nintendo Network básico y Nintendo Network Premium. En Nintendo Switch, el servicio fue reemplazado por Nintendo Switch Online que fue lanzado en septiembre de 2018.

## Historia

### Prelanzamiento
El 20 de enero de 2012, fue revelada una imagen de la carátula del Theatrhythm Final Fantasy en NeoGAF, que mostraba un icono de Nintendo Network en la esquina de la caja. Se especuló que Nintendo Network podría ser un cambio de nombre de la Conexión Wi-Fi de Nintendo.

### Lanzamiento
Se anunció oficialmente el 26 de enero de 2012, en la conferencia de un inversionista. El presidente de Nintendo, Satoru Iwata, dijo: "A diferencia de la Conexión Nintendo Wi-Fi, que se centraba en funciones y conceptos específicos, con esta tenemos el objetivo de establecer una plataforma en la que varios servicios estén conectados al servicio Nintendo Network para que la compañía pueda realizar propuestas atractivas. Por ejemplo, los concursos y comunicación entre los usuarios, así como la venta de contenido digital, estarán cubiertos a través de la Nintendo Network". Los planes de Nintendo incluyen la posibilidad de hacer cuentas personales para Wii U, distribución de videojuegos completos digitalmente, y el contenido descargable de pago.

### Cierre de servicio
El 3 de octubre de 2023, por medio de un comunicado en la red social X (Anteriormente Twitter), Nintendo anunció que a principios del mes de abril de 2024 cerrarán los servidores de Nintendo Network tanto para Nintendo 3DS como para Wii U, esto provocará que muchos de los videojuegos y servicios compatibles con el servicio en línea quedarán obsoletos o más limitados.
El 23 de enero de 2024, Nintendo confirmó que Nintendo Network sería desactivado el 8 de abril de 2024, también aclarando que los programas Pokémon Bank y Poké Transporter serían los únicos programas que no se verán afectados por el cierre del servicio en línea.

## Características
Nintendo Network incluía algunas funciones ya vistas en servicios como Xbox Live o PlayStation Network, como la venta de contenido descargable, la distribución digital de juegos disponibles en formato físico y, en el caso de Wii U, la introducción de cuentas personales. Otra característica era que Nintendo Network usaba funciones NFC (Near Field Communication) en el mando tableta de la Wii U para permitir micropagos. Esto permitía a los usuarios de Wii U crear tarjetas y figuras que puedan leer y escribir datos a través de NFC.

## Arquitectura
|                         | Wii U | Nintendo 3DS | Dispositivos inteligentes |
| ----------------------- | --- | --- | --- |
| Información de usuario  | - Nintendo Network ID (hasta 12 por sistema) - Cuenta de usuario (hasta 12 por sistema) - Mii personales (uno vinculado per cuenta) - Lista de amigos (hasta 100 amigos) - Soporte para Origin (solo en títulos de EA - Soporte para Uplay (solo en títulos de Ubisoft) | - Nintendo Network ID (solo una cuenta) - Sistema de códigos de amigo (hasta 100 amigos) - Mii personal (uno por cuenta) | - Nintendo Network ID - Perfil de cuentas de usuario - Mii personal (uno por cuenta) - Lista de amigos (hasta 100 amigos)              |
| Redes sociales          | Miiverse (Wii U: 2012-2017) (Nintendo 3DS y dispositivos inteligentes: 2013-2017) | Miiverse (Wii U: 2012-2017) (Nintendo 3DS y dispositivos inteligentes: 2013-2017) | Miiverse (Wii U: 2012-2017) (Nintendo 3DS y dispositivos inteligentes: 2013-2017)                                                      |
| Juegos                  | - Multijugador online (hasta 5 jugadores locales en Wii U y 7 en Nintendo 3DS) - Tablas de clasificación en línea - Chat de voz (Wii U y 3DS) y videollamadas (solo Wii U) - Contenido descargable - Demos (jugables hasta 30 veces) - Valoración de software (de 1 a 5 estrellas) - Actualizaciones de software - Capturas de pantalla (integradas en Miiverse) - Consola virtual | - Multijugador online (hasta 5 jugadores locales en Wii U y 7 en Nintendo 3DS) - Tablas de clasificación en línea - Chat de voz (Wii U y 3DS) y videollamadas (solo Wii U) - Contenido descargable - Demos (jugables hasta 30 veces) - Valoración de software (de 1 a 5 estrellas) - Actualizaciones de software - Capturas de pantalla (integradas en Miiverse) - Consola virtual | |
| Juegos                  | Nintendo Badge Arcade 2014-2024 | | |
| Comunicación            | - Lista de amigos (hasta 100 amigos) - Lista de bloqueos - Historial de jugadores - SpotPass - Notificaciones - Wii U Chat (2012-2017) | - Lista de amigos (hasta 100 amigos) - Plaza Mii de StreetPass - Correo Nintendo/Pasacartas (2011-2013) - Pasadibujos (2016-2024) - StreetPass - SpotPass - Notificaciones - Modo Descarga | Miiverse |
| Comunicación            | Juego cruzado | | Miiverse |
| Tienda en línea         | Nintendo eShop | Nintendo eShop | Nintendo eShop |
| Entretenimiento         | - Nintendo TVii (2012-2015) - YNN! (solo en Japón) - Crunchyroll (solo en Occidente, 2015-2022) - Niconico (solo en Japón) - BBC iPlayer (solo en Reino Unido) - TiVo (anunciado, nunca lanzado) - Amazon Instant Video (solo en Estados Unidos; 2012-2019) | - Cortos (2011-2024) - Recochoku (solo en Japón) - e-Reader (solo en Japón) - Nintendo TV (no confundirse con Nintendo TVii) - Nintendo Video (2011-2015) - Eurosport 2011-2012) | |
| Entretenimiento         | - Netflix (solo en América, 2013-2021) - Hulu Plus (solo en Estados Unidos, 2012-2019) - YouTube (2012-2022) | | |
| Noticias                | Nintendo Direct Noticias de Nintendo eShop | Nintendo Direct Noticias de Nintendo eShop | |
| Navegación en internet  | Navegador de internet (soporte para vídeo y audio HTML5) | Navegador de internet (soporte para imágenes 3D) | |
| Navegación en internet  | Buscador de Google/Yahoo integrado | | |
| Programa de recompensas | Club Nintendo (2012-2015) My Nintendo (2016-2023) Nintendo Network Premium (solo en Wii U; 2012-2015) | Club Nintendo (2012-2015) My Nintendo (2016-2023) Nintendo Network Premium (solo en Wii U; 2012-2015) | Club Nintendo (2012-2015) My Nintendo (2016-2023) Nintendo Network Premium (solo en Wii U; 2012-2015)                                  |
| Otras utilidades        | - Controles parentales - Manuales de instrucciones - Servicio de atención al cliente - Tienda en línea de Nintendo (productos físicos) | - Controles parentales - Manuales de instrucciones - Servicio de atención al cliente - Tienda en línea de Nintendo (productos físicos) | - Controles parentales - Manuales de instrucciones - Servicio de atención al cliente - Tienda en línea de Nintendo (productos físicos) |
| Actualizaciones         | Sistema operativo de Wii U | Sistema operativo de Nintendo 3DS | |

## Disponibilidad
Nintendo Network estaba disponible en los siguientes 69 estados soberanos (países) y 14 territorios (en Nintendo Network, no hay disponibilidad para usarse en todos los países y dependencias del mundo, aquí se muestra el listado de los que únicamente se encuentra disponible el servicio):
| Alemania              | Bermudas      | Croacia        | Finlandia        | Hong Kong                            | Letonia       | Países Bajos         | Rusia                        | Turquía   |
| Anguila               | Bolivia       | Dinamarca      | Francia          | Hungría                              | Lituania      | Panamá               | San Cristóbal y Nieves       | Uruguay   |
| Antillas Neerlandesas | Brasil        | Dominica       | Granada          | Irlanda                              | Luxemburgo    | Paraguay             | San Vicente y las Granadinas | Venezuela |
| Aruba                 | Bulgaria      | El Salvador    | Grecia           | Islas Caimán                         | Malta         | Perú                 | Santa Lucía                  |           |
| Australia             | Canadá        | Ecuador        | Guadalupe        | Islas Turcas y Caicos                | Martinica     | Polonia              | Sudáfrica                    |           |
| Austria               | Chile         | Eslovaquia     | Guatemala        | Islas Vírgenes Británicas            | México        | Portugal             | Suecia                       |           |
| Bahamas               | Chipre        | Eslovenia      | Guayana Francesa | Islas Vírgenes de los Estados Unidos | Montserrat    | Reino Unido          | Suiza                        |           |
| Barbados              | Colombia      | España         | Guyana           | Italia                               | Nueva Zelanda | República Checa      | Surinam                      |           |
| Bélgica               | Corea del Sur | Estados Unidos | Haití            | Jamaica                              | Nicaragua     | República Dominicana | Taiwán                       |           |
| Belice                | Costa Rica    | Estonia        | Honduras         | Japón                                | Noruega       | Rumania              | Trinidad y Tobago            |           |

## Nintendo Zone
La Nintendo Zone es un punto de acceso a la Conexión Wi-Fi de Nintendo que se ofrece en áreas seleccionadas (Disponible solo en Japón, América del Norte y algunos países de Europa). El principal proveedor de este servicio es de McDonald's en Kanto, Chukyo, y Kansai, todo en Japón. La Nintendo DSi y Nintendo 3DS, detectará inmediatamente cuando entra en la cobertura de una Nintendo Zone, aunque si estás usando tu Nintendo DS o Nintendo DS Lite, solo serás capaz de cargar el servicio temporalmente.
Recientemente una marca americana de Nintendo Zone apareció, lo que sugiere que pronto los jugadores de los estados será capaz de descargar contenido exclusivo de ciertas localidades, navegar por Internet y jugar con amigos de todo el mundo. Nintendo Zone se puede descargar en la Nintendo 3DS y puede ser utilizado en áreas tales como McDonald's o Best Buy. Mientras que los puntos de Conexión Wi-Fi de Nintendo en la actualidad se puede acceder por cualquier usuario de Nintendo DS, Nintendo específica el contenido de la zona se encuentra disponible en algunos lugares.
La aplicación Nintendo Zone no funciona para la Nintendo DSi o Nintendo DSi XL.

### Funciones principales
- Conexión gratuita y automática para la Nintendo 3DS - no se requiere configurar.

- Acceso a contenido disponible en la red completa, aplicaciones, y servicios.

- Acceso a contenido exclusivo, demos, y video vía internet a través de la aplicación de Nintendo Zone.

- Hay ubicaciones de Nintendo Zone disponibles en más de 25.000 lugares.

- Desde Nintendo Zone se pueden descargar vídeos gratuitos para los que hay que pagar en la eShop.

### Diferencia entre Nintendo Zone y HotSpots regulares
HotSpots regulares ofrecen acceso a Wi-Fi, pero tienes que configurar la conexión en línea manualmente en la Nintendo 3DS para conectarte. Con las ubicaciones de Nintendo Zone, la conexión es automática sin necesidad de configurar.
Adicionalmente, Nintendo Zone ofrece contenido exclusivo y enfocado.

### Otros datos
- Programa disponible desde la actualización 3.0.0-5.
- En Latinoamérica no hay puntos de acceso.

## Videojuegos compatibles
En Japón, los primeros juegos que introducían oficialmente el servicio Nintendo Network fueron Theatrhythm Final Fantasy y Tekken 3D: Prime Edition, ambos fueron lanzados el mismo día en febrero de 2012. El primer juego que introduce oficialmente el servicio Nintendo Network fuera de Japón, fue Kid Icarus: Uprising lanzado en marzo del 2012. En general, la mayoría de los videojuegos con funciones online utilizaban los servidores de Nintendo Network.

## Resurgimiento de los servicios en línea
Un resurgimiento de Nintendo Network por parte de terceros, llamado Pretendo Network, es un reemplazo gratuito y de código abierto para los servicios de Nintendo Network. Desde abril de 2024, Pretendo Network todavía está en desarrollo, con servicios actualmente disponibles a través de una versión beta de acceso anticipado. 

## Cronología
| Predecesor: Conexión Wi-Fi de Nintendo en Nintendo DS y Wii | Nintendo Network en Nintendo 3DS y Wii U 2012-2024 | Sucesor: Nintendo Switch Online en Nintendo Switch y Nintendo Switch 2 |

- Datos: Q1371116